# Adelaide Anne Procter
Adelaide Anne Procter (Londra, 30 ottobre 1825 – Londra, 2 febbraio 1864) è stata una poetessa britannica.

## Biografia
Adelaide Anne Procter nacque nel quartiere di Bloomsbury a Londra nel 1825. Suo padre era il poeta Bryan Waller Procter e la sua famiglia aveva forti amicizie con gli intellettuali dell'epoca, tra cui Elizabeth Gaskell, Leigh Hunt, Charles Lamb, Charles Dickens, William Wordsworth e William Hazlitt.
Vorace lettrice, Procter studiò in gran parte da autodidatta, sebbene avesse frequentato il Queen's College di Harley Street nel 1850. Il collegio era stato fondato nel 1848 da Frederick Maurice, un socialista cristiano. Studenti di codesto college furono Charles Kingsley, il compositore John Hullah e lo scrittore Henry Morley.
Procter sviluppò l'amore per la poesia fin dalla tenera età, portando con sé mentre era ancora una bambina un "piccolo album... in cui i suoi brani preferiti le erano stati copiati per mano dalla madre prima che lei stessa potesse scrivere... come una comune ragazzina avrebbe potuto portare una bambola". Procter pubblicò la sua prima poesia da adolescente. La poesia Ministering Angels apparve in Heath's Book of Beauty nel 1843. Nel 1853 pubblicò l'opera in Household Words  di Dickens con il nome di Mary Berwick, desiderando che il suo lavoro fosse giudicato in base ai suoi meriti piuttosto che in relazione all'amicizia di suo padre con Dickens, il quale non conobbe l'identità di Berwick fino all'anno successivo. La pubblicazione della poesia iniziò la lunga associazione di Procter con i periodici di Dickens: in totale Procter pubblicò 73 poesie in Household Words e 7 poesie in All the Year Round, la maggior parte delle quali sono state raccolte nei suoi primi due volumi di poesie, entrambi intitolati Legends e Lyrics. Inoltre pubblicò le sue opere in Good Words e Cornhill. Oltre a scrivere poesie, Procter fu l'editrice della rivista Victoria Regia, che divenne la pubblicazione più popolare della Victoria Press, "un'impresa editoriale esplicitamente femminista".
Nel 1851 Procter si convertì al cattolicesimo. Dopo la sua conversione divenne estremamente attiva in diverse cause caritatevoli e femministe. Fu membro del Langham Place Group e strinse amicizia con le femministe Bessie Rayner Parkes (in seguito Bessie Rayner Belloc) e Barbara Leigh Smith, in seguito Barbara Bodichon. Procter aiutò a fondare l’English Woman's Journal nel 1858, e nel 1859 la Society for the Promotion of the Employment of Women. Il suo terzo volume di poesie, A Chaplet of Verses (1861), fu pubblicato a beneficio di un rifugio notturno cattolico per donne e bambini che era stato fondato nel 1860 a Providence Row nella zona est di Londra.
Procter si fidanzò nel 1858, secondo una lettera che l'amico William Makepeace Thackeray scrisse alle sue figlie quell'anno. L'identità del fidanzato di Procter rimane sconosciuta e il matrimonio proposto non ebbe mai luogo. Si ipotizza che Procter possa essere stata innamorata della scrittrice Matilda Hays. Il primo volume di poesie di Procter, Legends and Lyrics (1858) fu dedicato a Hays e nello stesso anno Procter scrisse un poema intitolato To MMH Nonostante diversi uomini avessero mostrato interesse per lei, Procter non si sposò mai.
Procter si ammalò nel 1862. Dickens e altri ipotizzarono che la malattia fosse dovuta al suo vasto lavoro di beneficenza. Procter morì di tubercolosi nel 1864 e fu sepolta nel cimitero di Kensal Green.

## Carriera letteraria
La poesia di Procter fu fortemente influenzata dalle sue credenze religiose e dalle sue opere di beneficenza: i senzatetto, la povertà e le donne di facili costumi sono temi frequenti. Le prefazioni di Procter ai suoi volumi di poesie sottolineano la miseria delle condizioni in cui vivevano i poveri, così come la sua poesia The Homeless Poor:
Il cattolicesimo di Procter influenzò anche la sua scelta di immagini e simboli: vi sono riferimenti frequenti alla Vergine Maria per "offrire ai lettori laici e protestanti la possibilità che un ordine celeste critichi la struttura del potere dell'ideologia vittoriana".
Procter scrisse diverse poesie sulla guerra, anche se raramente trattava l'argomento in maniera diretta, preferendo lasciarlo in secondo piano. Generalmente queste poesie descrivono il conflitto come qualcosa che "potrebbe unire una nazione divisa per distinzioni di classe".
Secondo il critico Gill Gregory, Procter "non medita apertamente sulla domanda irritata del poeta, in particolare sulla donna poetessa e la sua adesione alla fama", come molte altre poetesse dell'epoca tra cui Felicia Hemans e Letitia Elizabeth Landon, ma preferisce invece occuparsi principalmente delle classi lavoratrici, in particolare delle donne della classe operaia, e delle "emozioni delle donne antagoniste che non hanno trovato piena espressione". Il lavoro di Procter incarna spesso un'estetica vittoriana di sentimentalismo, ma, secondo Francis O'Gorman, lo fa con "forza peculiare". Procter impiega affetto emotivo senza semplificazione, trattenendo "energia emotiva [in tensione] ... contro complicazioni e sfumature". La sua poesia è contrassegnata da "semplicità, immediatezza e chiarezza di espressione".

### Reputazione
Procter divenne parecchio popolare a metà del XIX secolo, arrivando ad essere la poetessa preferita della regina Victoria. Coventry Patmore dichiarò che Procter era la poetessa più richiesta insieme a Alfred Tennyson. Le sue poesie erano gradite per la loro chiarezza espressiva.
La popolarità di Procter continuò dopo la sua morte: furono pubblicate 19 edizioni del primo volume di Legends and Lyrics. Molte delle sue poesie furono trasformate in inni o accompagnate da musica. Tra questi troviamo The Lost Chord, che Arthur Sullivan musicò nel 1877. Le sue opere furono pubblicate negli Stati Uniti e tradotte in tedesco. Nel 1938 la popolarità di Procter non godette di gran successo, tanto che le sue poesie furono giudicate "stupide, banali e non degne dell'argomento". Critici come Cheri Larsen Hoeckley, Kathleen Hickok e Natalie Joy Woodall sostengono che la scomparsa della reputazione di Procter fosse dovuta almeno in parte al fatto che Charles Dickens la definì come un "angelo domestico borghese modello" e una "santa fragile e modesta" piuttosto che come una "femminista attiva e poetessa forte".
Procter è stata oggetto di poca attenzione da parte della critica moderna. I pochi critici che hanno esaminato le sue opere generalmente ritengono importante il modo in cui esprime sentimenti convenzionali in maniera implicita.  Altri critici hanno mostrato come Procter mostrasse i segni di emozioni e desideri repressi, rendendo le sue composizioni più potenti e hanno evidenziato come la sua poetica esplori la sessualità femminile in maniera poco convenzionale.

## Ascendenza
|                                |   |                            | Genitori                        |  |  | Nonni |  |  | Bisnonni |  |  | Trisnonni |  |
|                                |   |                            |                                 |  |  |       |  |  | …        |  |  | …         |  |
|                                |   |                            |                                 |  |  |       |  |  | …        |  |  | …         |  |
|                                |   | …                          |                                 |  |  |       |  |  | …        |  |  |           |  |
| Nicholas Procter               |   |                            |                                 |  |  |       |  |  | …        |  |  |           |  |
|                                |   | …                          | …                               |  |  |       |  |  |          |  |  |           |  |
|                                |   | …                          | …                               |  |  |       |  |  |          |  |  |           |  |
|                                |   | …                          | …                               |  |  |       |  |  |          |  |  |           |  |
| Bryan Procter "Barry Cornwall" |   | …                          |                                 |  |  |       |  |  |          |  |  |           |  |
|                                |   | Abraham Hume, II baronetto | Abraham Hume, I baronetto       |  |  |       |  |  |          |  |  |           |  |
|                                |   | Abraham Hume, II baronetto | Abraham Hume, I baronetto       |  |  |       |  |  |          |  |  |           |  |
|                                |   | Abraham Hume, II baronetto | Hannah Frederick                |  |  |       |  |  |          |  |  |           |  |
| Amelia Long                    |   | Abraham Hume, II baronetto |                                 |  |  |       |  |  |          |  |  |           |  |
|                                |   | Amelia Egerton             | John Egerton, vescovo di Durham |  |  |       |  |  |          |  |  |           |  |
|                                |   | Amelia Egerton             | John Egerton, vescovo di Durham |  |  |       |  |  |          |  |  |           |  |
|                                |   | Amelia Egerton             | Anne Sophia Grey                |  |  |       |  |  |          |  |  |           |  |
| Adelaide Anne Procter          |   | Amelia Egerton             |                                 |  |  |       |  |  |          |  |  |           |  |
|                                | … | …                          |                                 |  |  |       |  |  |          |  |  |           |  |
|                                | … | …                          |                                 |  |  |       |  |  |          |  |  |           |  |
|                                | … | …                          |                                 |  |  |       |  |  |          |  |  |           |  |
| Thomas Skepper                 | … |                            |                                 |  |  |       |  |  |          |  |  |           |  |
|                                |   | …                          | …                               |  |  |       |  |  |          |  |  |           |  |
|                                |   | …                          | …                               |  |  |       |  |  |          |  |  |           |  |
|                                |   | …                          | …                               |  |  |       |  |  |          |  |  |           |  |
| Ann Benson Skepper             |   | …                          |                                 |  |  |       |  |  |          |  |  |           |  |
|                                |   | Edward Benson              | Christopher Benson              |  |  |       |  |  |          |  |  |           |  |
|                                |   | Edward Benson              | Christopher Benson              |  |  |       |  |  |          |  |  |           |  |
|                                |   | Edward Benson              | Bridget Clarke                  |  |  |       |  |  |          |  |  |           |  |
| Ann Dorothea Bridget Benson    |   | Edward Benson              |                                 |  |  |       |  |  |          |  |  |           |  |
|                                |   | Ann Smith                  | …                               |  |  |       |  |  |          |  |  |           |  |
|                                |   | Ann Smith                  | …                               |  |  |       |  |  |          |  |  |           |  |
|                                |   | Ann Smith                  | …                               |  |  |       |  |  |          |  |  |           |  |
|                                |   | Ann Smith                  |                                 |  |  |       |  |  |          |  |  |           |  |

## Opere
- Three Evenings in the House,' a short story written for A House to Let (1858), one of the collaborative Christmas numbers of the journal Household Words that Charles Dickens published.
- Legends and Lyrics, first series, 1858
- Legends and Lyrics, second series, 1861
- A Chaplet of Verses, 1862